# كريكيون باترسوني
كريكيون باترسوني (الاسم العلمي:Corycium patersoniae) هو نوع من النباتات يتبع جنس الكريكيون من الفصيلة السحلبية.